# Matt Matros
Matthew 'Matt' Matros (1977) is een professionele pokerspeler uit de Verenigde Staten. Hij won onder meer het $1.500 Limit Hold'em-toernooi van de World Series of Poker 2010, het $2.500 Mixed Hold'em (Limit/No-Limit)-toernooi van de World Series of Poker 2011 en het $1.500 No Limit Hold'em Six Handed-toernooi van de World Series of Poker 2012.
Tijdens het $25.000 Championship-toernooi van de World Poker Tour in 2004 eindigde hij op een derde plek achter Hasan Habib en winnaar Martin de Knijff. Hij is tevens schrijver van het boek The Making Of A Poker Player: How An Ivy League Math Geek Learned To Play Championship Poker.
Matros won tot en met juni 2014 meer dan $2.350.000,- in live pokertoernooien.

## World Series of Poker bracelets
| Jaar | Toernooi                              | Prijs    |
| ---- | ------------------------------------- | -------- |
| 2010 | $1.500 Limit Hold'em                  | $189.870 |
| 2011 | $2.500 Mixed Hold'em (Limit/No-Limit) | $303.501 |
| 2012 | $1.500 No Limit Hold'em Six Handed    | $454.835 |